# Francisco Bográn

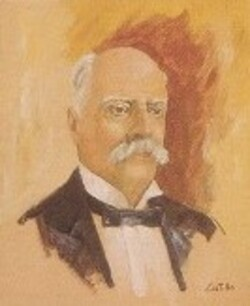
Francisco Bográn

Francisco Bográn Barahona (* um 1852 in Pinalejo, Departamento Santa Bárbara; † 7. Dezember 1926 in New Orleans) war vom 5. Oktober 1919 bis zum 31. Januar 1920 Präsident von Honduras.

## Leben
Seine Eltern waren Saturnina Barahona Leiva und Saturnino Bográn Bonilla.  Er war mit Guillermina Leiva verheiratet. Francisco Bográn war Dr. der Humanmedizin und Mitglied der Partido Liberal de Honduras.
Im Oktober 1911 wurden Präsidentschaftswahlen für die Amtsperiode 1912 bis 1916 durchgeführt. Gewinner war Manuel Bonilla, sein Stellvertreter war Francisco Bográn Barahona. Wenige Tage vor der Amtsübernahme reichte Francisco Bográn Barahona am 22. Januar 1912 seinen Rücktritt ein. So wurde Francisco Bertrand Barahona Vizepräsident und später Präsident.
Als Folge des Bürgerkrieges 1919 in Honduras wurde Bográn faktischer Präsident.

## Regierungskabinett
- Regierungs- und Justizminister: Vicente Mejía Colíndres / Salvador Aguirre.
- Außenminister Jesús M. Alvarado / Marcos López Ponce.
- Kriegs- und Marineminister: Rafael López Gutiérrez / Vicente Tosta / Andrés Soriano.
- Finanzminister: Remigio Díaz Zelaya / Leopoldo Córdova.
- Öffentlichkeitsminister: Ricardo Pineda / Luís Landa E.
- Minister für Bildung, öffentliche Arbeiten und Landwirtschaft: Vicente Tosta C. / Santiago Meza Cálix / Manuel Sabino López.